# 服部ゆう
服部 ゆう（はっとり ゆう、1989年2月 - ）は、日本のミュージカル女優、エッセンシャルオイルスタイリスト、バレエ講師、元劇団四季所属。神奈川県横浜市出身。

## 来歴
3歳のときにクラシックバレエを始める。2007年3月に関東国際高等学校演劇科を21期生として卒業し、同年4月に劇団四季研究所へ47期生として入所した。同年8月11日に自由劇場で開幕した『ふたりのロッテ』東京公演のオルガ役が初舞台出演となった。
2023年劇団四季を退団。現在はバレエ講師、エッセンシャルオイルスタイリストとして活動。

## 人物
劇団四季入団のきっかけは、『キャッツ』を観劇したことによる。
関東国際高等学校時代の同級生には石垣エリィ、阿部佳乃（アナウンサー）がおり、2年後輩に笠原光希と染谷早紀がいる。
劇団四季研究所47期の同期には柿澤勇人、五所真理子、酒井良太、嶋野達也、白瀬英典、高橋亜衣、竹内一樹、玉井晴章、八鳥仁美、原田真由子などがいる。 
全国公演に帯同することが多く、2007年の『ふたりのロッテ』、2011年の『はだかの王様』、2014年の『ふたりのロッテ』、2015年の『人間になりたがった猫』、2015年の『コーラスライン』のそれぞれ全国公演に参加した経験がある。
2023年劇団四季を退団。2018年末に劇団四季俳優を引退し、2023年までは俳優指導や子役指導などを行なっていた。退団後は服部百合子バレエダンスグループにて講師を務める他、エッセンシャルオイルスタイリストとして神奈川県を中心に活動をしている。

## 主な出演作品
- ふたりのロッテ（2007年） - オルガ 役、メグ 役
- ウィキッド（2008年） - アンサンブル1枠
- アンデルセン（2008年） - アンサンブル
- はだかの王様（2010年 - ） - ペテン師スリップ 役
- オンディーヌ（2011年） - アンサンブル4枠
- 間奏曲（2012年） - リュース 役、デーズイ 役
- 夢から醒めた夢（2012年） - マコ 役
- この生命誰のもの（2013年） - 里村恵子 役
- ジーザス・クライスト＝スーパースター エルサレム・バージョン - アンサンブル11枠
- ふたりのロッテ（2014年） - 主演・ロッテ 役[4]
- 人間になりたがった猫（2015年） - アンサンブル・八百屋 役
- コーラスライン（2015年） - マギー 役
- ガンバの大冒険（2016年） - 潮路 役

※括弧内の年は初出演年